# Таганрог (танкер)
Таганрог — танкер Дальневосточного государственного морского пароходства. Бывший американский «Cedar Greek» (типа T-2-SE-F-1).

## Технические характеристики
Водоизмещение — 10448 тонн. Длина — 153,62 метра, ширина — 20,79 метра. Осадка — 11,95 м. Мощность машины — 3000 л. с., скорость — 15,5 узла. Вооружение: одно 127 мм орудие, одно 76,2 мм орудие, восемь 20 мм орудий.

## История
Танкер был построен в США в 1943 году. 30 апреля 1944 года по программе ленд-лиза принят в Нью-Йорке советской закупочной комиссией, поднят Государственный флаг СССР, вошёл в состав Дальневосточного государственного морского пароходства.
В годы Великой Отечественной войны осуществлял поставку жидкого топлива и нефтепродуктов от союзников в дальневосточные порты СССР.
В 1945 году судно было передано Тихоокеанскому флоту. 18 августа 1945 года, при стоянке в порту Владивосток, экипажем танкера «Таганрог» (капитан К. А. Зайцев, старпом Виктор Сахаров) зенитным огнём был сбит японский двухмоторный самолёт, предположительно Kawasaki Ki-45 Toryu, пилотируемый лётчиком-камикадзе поручиком Циохара (искажённая транслитерация; вероятно, Тиохара или Тёхара) Иосиро. За этот бой приказом командующего Тихоокеанским флотом от имени Президиума Верховного Совета СССР большая группа моряков танкера «Таганрог» была награждена орденами и медалями.
В марте 1948 года в Иокогаме танкер «Таганрог» был возвращён США.